# Aarau (huyện)
Huyện Aarau là một huyện ở bang Aargau, Thụy Sĩ. Huyện lỵ đóng ở Aarau.

## Các đô thị
| Crest          | Tên            | Dân số (31 December 2009) | Diện tích in km² |
| -------------- | -------------- | ------------------------- | ---------------- |
| Aarau          | Aarau          | 16.040                    | 12.34a           |
| Biberstein     | Biberstein     | 1.368                     | 4.10             |
| Buchs          | Buchs (AG)     | 6.677                     | 5.36             |
| Densbüren      | Densbüren      | 733                       | 12.52            |
| Erlinsbach     | Erlinsbach     | 3.522                     | 9.87             |
| Gränichen      | Gränichen      | 6.496                     | 17.21            |
| Hirschthal     | Hirschthal     | 1.421                     | 3.53             |
| Küttigen       | Küttigen       | 5.443                     | 11.89            |
| Muhen          | Muhen          | 3.514                     | 7.03             |
| Oberentfelden  | Oberentfelden  | 7.220                     | 7.16             |
| Suhr           | Suhr           | 9.512                     | 10.59            |
| Unterentfelden | Unterentfelden | 3.899                     | 2.87             |
|                | Total          | 69.094                    | 104.47           |